# Mathias Junge

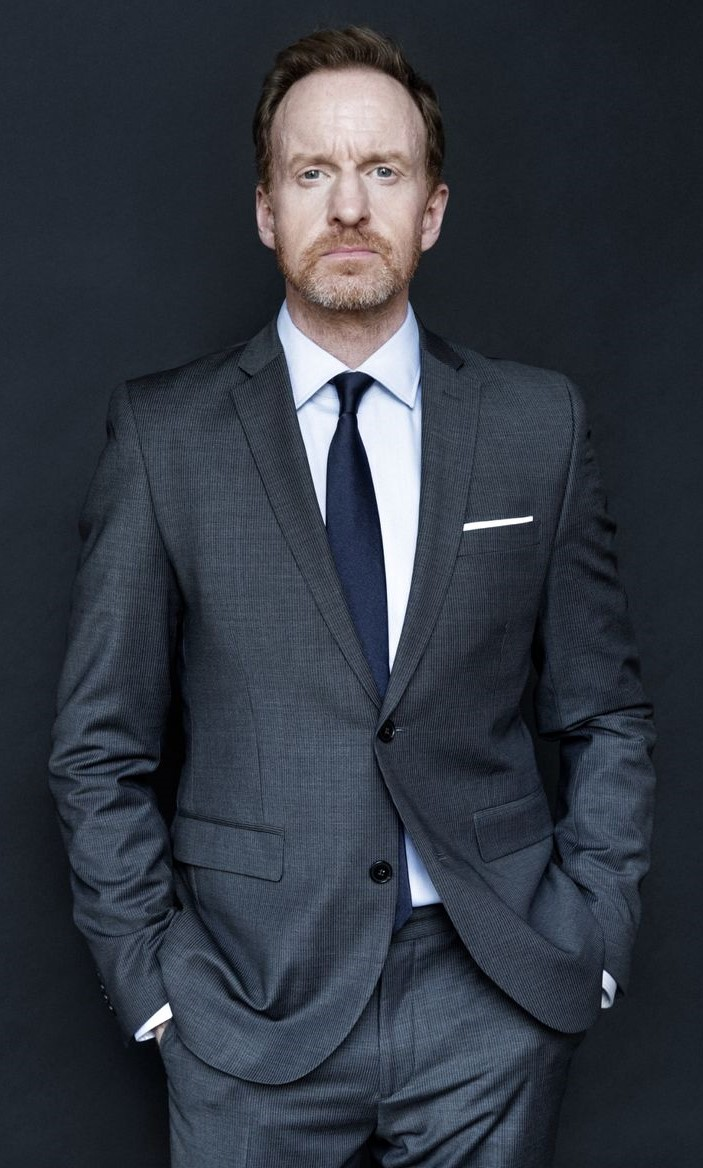
Mathias Junge

Mathias Junge (* 1974 in Marne) ist ein deutscher Film- und Theaterschauspieler.

## Leben
Von 1999 bis 2002 absolvierte Junge ein Schauspielstudium am Schauspiel-Studio Frese.
Große Bekanntheit erlangte er durch die Hauptrolle des Polizeihauptmeisters Kai Timmermann in der Fernsehserie SOKO Wismar, die er zehn Jahre lang von 2011 bis 2021 spielte. Weiterhin ist Junge als Filmschauspieler unter anderen in den Fernsehserien wie Tatort, Heldt, Morden im Norden, Der Tatortreiniger einem breiten Publikum bekannt.
Neben seinem Engagement für Kino und Fernsehen ist Junge auch als Theaterschauspieler aktiv. So spielte er unter anderem 2005 am Ernst-Deutsch-Theater in Hamburg.
In den Jahren 2007 und 2008 spielte er auf dem Theaterschiff Bremen. 2009 bis 2010 trat er am Ohnsorg-Theater in Hamburg unter anderen unter den Regisseuren Folker Bohnet, Frank Grube und Adelheid Müther auf.
Junge lebt mit seiner Familie in Berlin.

## Filmografie (Auswahl)
- 2003: Reach for the Stars (Kurzfilmkomödie)
- 2003: Conversational Cabbage
- 2004: Willkommen im Club
- 2004: Alphateam – Die Lebensretter im OP
- 2004: Luis (Kurzfilmdrama)
- 2005: Die Rettungsflieger – Ins Leben zurück
- 2006: M.E.T.R.O. – Ein Team auf Leben und Tod (2 Folgen)
- 2007: Verbotene Liebe
- 2008: Mayfeld und Bloomkamp
- 2009: Da kommt Kalle – Hoteldiebe
- 2009: Der kleine Mann – Das Promiluder
- 2011: Tatort: Die Ballade von Cenk und Valerie
- 2011: Arschkalt
- 2011: Der Tatortreiniger – Nicht über mein Sofa
- 2011–2021: SOKO Wismar
- 2012: Kein Wort zu Papa
- 2013: Nachtschicht – Geld regiert die Welt
- 2013: Tatort: Borowski und der Engel
- 2016: Keine Ehe ohne Pause
- 2016: Heldt – Affentheater
- 2016: Morden im Norden – Eiskind
- 2017: Die Kanzlei – Irrwege
- 2018: Jenny – echt gerecht
- 2019: Ein ganz normaler Tag
- 2019: Der Kriminalist – Gottes Urteil
- 2020: How to sell drugs online (fast)
- 2022: Ella Schön: Das Glück der Erde
- 2022: In aller Freundschaft – Die jungen Ärzte – Akzeptanz
- 2022: WaPo Bodensee – Retter der Welt
- 2023: Klima retten für Anfänger
- 2024: Vorübergehend glücklich – Opimaral
- 2024: SOKO Hamburg (Fernsehserie, Folge Tod in bester Lage)
- 2025: In aller Freundschaft (Fernsehserie, Folge Herausfordernde Zeiten)